# Parafia św. Jana Bosko w Suchorzu
Parafia pw. św. Jana Bosko w Suchorzu - parafia należąca do dekanatu Miastko, diecezji koszalińsko-kołobrzeskiej, metropolii szczecińsko-kamieńskiej. Została utworzona 28 stycznia 1990. Siedziba parafii mieści się pod numerem 57.

## Miejsca święte

### Kościół parafialny
Kościół pw. św. Jana Bosko w Suchorzu
Kościół parafialny został zbudowany w 1987 roku w stylu współczesnym, poświęcony w tym samym roku. 

### Kościoły filialne i kaplice
- Kościół pw. Najświętszego Zbawiciela w Cetyniu
- Kościół pw. Narodzenia Najświętszej Maryi Panny w Objezierzu